# Nuoto ai Giochi della XIX Olimpiade - 200 metri dorso femminili
La competizione dei 200 metri dorso femminili di nuoto ai Giochi della XIX Olimpiade si è svolta il 25 ottobre 1968 alla Piscina Olímpica Francisco Márquez di Città del Messico.

## Programma
| Data            | Round      | Note                           |
| --------------- | ---------- | ------------------------------ |
| 25 ottobre 1968 | 5 Batterie | I migliori 8 tempi alla finale |
| 25 ottobre      | Finale     |                                |

## Risultati

### Batterie
| Pos. | Atleta              | Nazione          | Totale | Pos F |
| ---- | ------------------- | ---------------- | ------ | ----- |
| 1    | Kaye Hall           | Stati Uniti      | 2'31"1 | 3 Q   |
| 2    | Cobie Sikkens       | Paesi Bassi      | 2'36"9 | 15    |
| 3    | Jeanne Warren       | Canada           | 2'37"9 | 17    |
| 4    | Anne Walton         | Canada           | 2'39"4 | 20    |
| 5    | Jacqueline Brown    | Gran Bretagna    | 2'40"0 | 21    |
| 6    | Tinatin Lekveišvili | Unione Sovietica | 2'40"5 | 23    |
| 7    | Francine Dauven     | Belgio           | 2'43"5 | 26    |

| Pos. | Atleta             | Nazione          | Totale | Pos F |
| ---- | ------------------ | ---------------- | ------ | ----- |
| 1    | María Corominas    | Spagna           | 2'34"5 | 7 Q   |
| 2    | Tat'jana Savel'eva | Unione Sovietica | 2'35"5 | 12    |
| 3    | Ulla Patrikka      | Finlandia        | 2'38"1 | 18    |
| 4    | Christine Caron    | Francia          | 2'40"5 | 23    |

| Pos. | Atleta         | Nazione     | Totale | Pos F |
| ---- | -------------- | ----------- | ------ | ----- |
| 1    | Lynne Watson   | Australia   | 2'33"5 | 5 Q   |
| 2    | Susie Atwood   | Stati Uniti | 2'35"2 | 10    |
| 3    | Bep Weeteling  | Paesi Bassi | 2'35"4 | 11    |
| 4    | Anca Andreiu   | Romania     | 2'38"8 | 19    |
| 5    | María Procopio | Argentina   | 2'49"2 | 27    |

| Pos. | Atleta           | Nazione        | Totale | Pos F |
| ---- | ---------------- | -------------- | ------ | ----- |
| 1    | Elaine Tanner    | Canada         | 2'30"9 | 2 Q   |
| 2    | Wendy Burrell    | Gran Bretagna  | 2'33"2 | 4 Q   |
| 3    | Doris Kohardt    | Germania Est   | 2'34"7 | 9     |
| 4    | Angelika Kraus   | Germania Ovest | 2'36"7 | 14    |
| 5    | Glenda Stirling  | Nuova Zelanda  | 2'40"3 | 22    |
| 6    | Carmen Ferracuti | El Salvador    | 2'52"6 | 29    |

| Pos. | Atleta               | Nazione     | Totale | Pos F |
| ---- | -------------------- | ----------- | ------ | ----- |
| 1    | Lillian Watson       | Stati Uniti | 2'29"2 | 1 Q   |
| 2    | Zdenka Gašparač      | Jugoslavia  | 2'33"7 | 6 Q   |
| 3    | Bénédicte Duprez     | Francia     | 2'34"5 | 7 Q   |
| 4    | Sylvie Canet         | Francia     | 2'36"1 | 13    |
| 5    | Yvette Hafner        | Austria     | 2'37"7 | 16    |
| 6    | Patricia Sentous     | Argentina   | 2'41"5 | 25    |
| 7    | Felicia Ospitaletche | Uruguay     | 2'51"4 | 28    |
| 8    | Rosa Hasbún          | El Salvador | 2'56"2 | 30    |

### Finale
| Pos.    | Atleta           | Nazione       | Totale | Nota            |
| ------- | ---------------- | ------------- | ------ | --------------- |
| Oro     | Lillian Watson   | Stati Uniti   | 2'24"8 | Record olimpico |
| Argento | Elaine Tanner    | Canada        | 2'27"4 |                 |
| Bronzo  | Kaye Hall        | Stati Uniti   | 2'28"9 |                 |
| 4       | Lynne Watson     | Australia     | 2'29"5 |                 |
| 5       | Wendy Burrell    | Gran Bretagna | 2'32"3 |                 |
| 6       | Zdenka Gašparač  | Jugoslavia    | 2'33"5 |                 |
| 7       | María Corominas  | Spagna        | 2'33"9 |                 |
| 8       | Bénédicte Duprez | Francia       | 2'36"6 |                 |